# Kvant-1

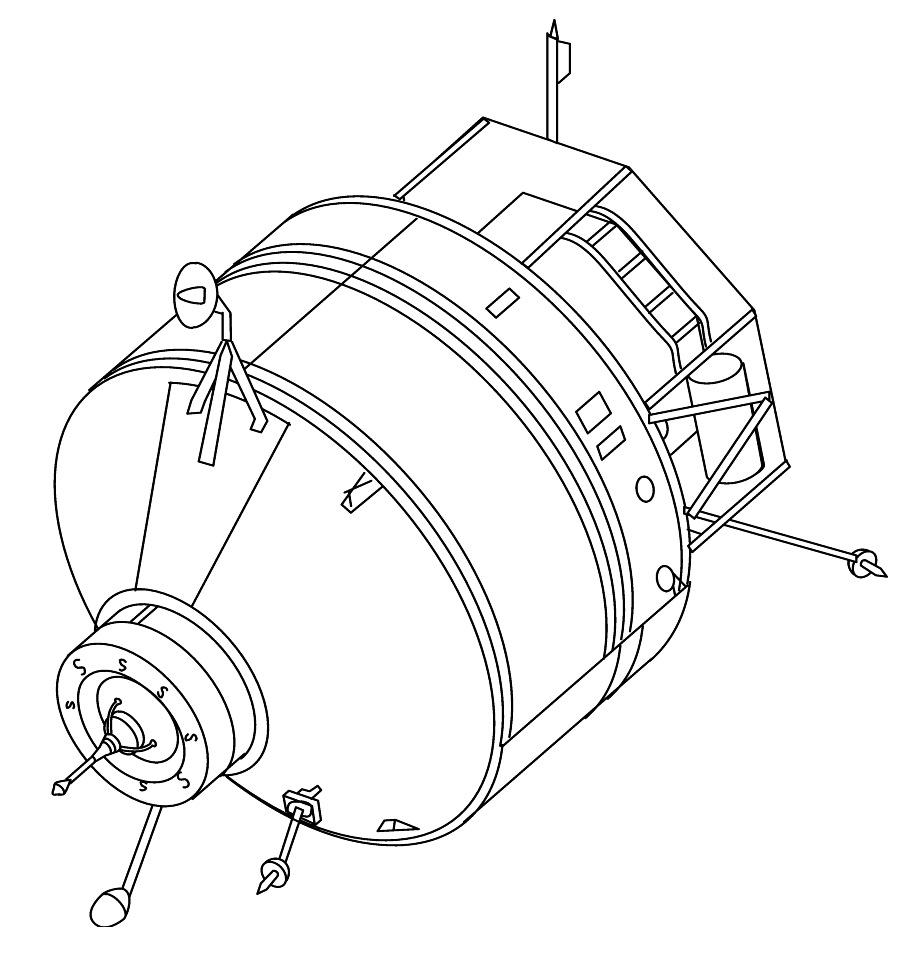
Kvant-1

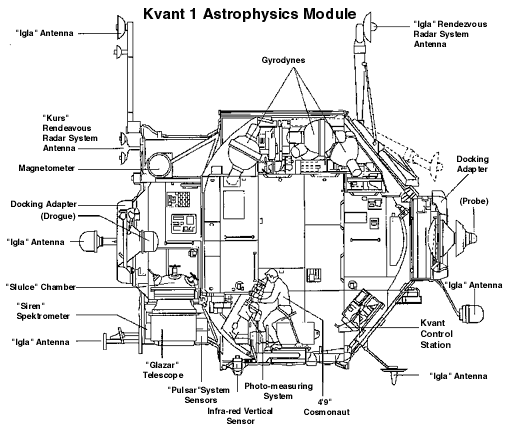
Spaccato del Kvant-1

Il modulo Kvant-1 (russo: Квант; quanto) fu il secondo modulo della Stazione spaziale russa Mir, la prima aggiunta al modulo principale. Conteneva strumenti per osservazioni di tipo astrofisico ed esperimenti di scienza dei materiali e fu lanciato il 30 marzo del 1987.
Sul Kvant-1 si portarono avanti ricerche sulla fisica delle galassie attive, dei quasar e delle stelle di neutroni. Il modulo supportava anche esperimenti di tipo biotecnologico nella preparazione di antivirali.
Originariamente il modulo avrebbe dovuto agganciarsi alla Stazione Spaziale Saljut 7.
| Portale | Portale astronautica |